# Movimiento al Socialismo
Movimiento al Socialismo, MAS (Rörelse för Socialism) är ett bolivianskt politiskt parti som leds av Evo Morales. Partiet grundades 1997 och befinner sig från och med 2006 i regeringsställning. Partiet verkar för socialism, antiimperialism och den bolivianska ursprungsbefolkningens rättigheter. Partiet fick stöd av 51% av väljarna i presidentvalet 2005. Utmanarpartiet Poder Democrático y Social fick 30%.
Partiet deltar i det av Belgiska Arbetarpartiet arrangerade Internationella Kommunistiska Seminariet.